# Hegykő
Hegykő (németül: Heiligenstein) község Győr-Moson-Sopron vármegyében, a Soproni járásban található.

## Fekvése
A Fertő hatalmas nádasokkal övezett déli partja felett emelkedő, kavicstakaróval borított dombvonulat oldalán és tetején helyezkedik el, a Hidegség és Fertőszéplak közötti lapályon. Három határátkelőhelyhez is közel van Ausztria felé. Soprontól 20, Fertődtől 5 kilométerre épült ki.

### Megközelítése
A település közigazgatási területének déli szélén halad el a Győrt Sopronnal összekötő 85-ös főút, az a legfontosabb közúti megközelítési útvonala mindkét végponti város felől. Lakott területeit azonban a főút elkerüli, oda csak egy bő 3 kilométeres letéréssel, a 8523-as útra leágazva lehet eljutni. Másik lehetséges megközelítési útvonala a Fertőd térségétől Sopronig húzódó 8518-as út. Közigazgatási határszélét érinti még a Fertőszéplakra vezető 8522-es út is.
A hazai vasútvonalak közül a községet a Győr–Sopron-vasútvonal érinti, de megállási pontja itt nincs a vonalnak; a legközelebbi vasúti csatlakozási lehetőséget Pinnye vasútállomás kínálja, légvonalban 3, közúton 7 kilométerre. A közelében húzódik még a Fertőszentmiklós–Pomogy-vasút is, melynek legközelebbi megállója, Fertőszéplak-Fertőd megállóhely 4 kilométerre nyugatra található. Autóbusz-megálló van a községben; a falut átszeli továbbá a Fertő körüli kerékpárút is, amely sok turistát vonz tavasztól őszig.

## Története és mai élete
Az egykori mezőváros barokk pecsétjének mezejében nyitott kapus bástyafal látható, felette torony három ablakkal, fióktornyocskákkal. Mellette jobbról fogyó, arcos hold, balról nyolcágú csillag. A századfordulón még nagyközség, de 1906-ban már csak község volt. Pecsétje színes lett: a mező piros, a torony és a félhold ezüst, a csillag arany.
A település legkorábbi okleveles említése 1262-ből ismert, „Villa Igku” néven, ami pogány áldozati kőre utal (zu dem Heiligen Stein – mondták rá a németek), ezt később Hegykővé alakította a népi etimológia.
A leggazdagabb honfoglalás előtti és középkori történeti múlttal rendelkező Sopron vármegyei községek egyike. Területe már a Kr. e. 3. és 2. évezredben lakott volt, az erdőirtások helyén bronzkori település maradványai kerültek elő. Egy itteni római kori település emlékeit is őrzi a soproni múzeum. A Magyar Nemzeti Múzeum régészei a honfoglalás előtti időből származó germán temetőt tártak fel a közelben 1969-ben. A honfoglalás után a terület a Kér törzs, később a soproni vár tulajdona lett.
Az első középkori okleveles forrás 1262-ben említi „Villa Igku” (Szentkő) néven, ide helyezik át az ősi széplaki hetivásárt. 1313-ban „Cives de Igku” néven említették, ekkor már a Kanizsai család tulajdona volt. 1344 és 1350 között megyegyűlések, vármegyei ítélőszék, nádori közgyűlések helyszíne is volt a település. 1419-ben mint „Zum Heiligen Stein”, 1446-ban „HEGHKW” néven szerepelt oklevélben. 1454-ben a Kanizsayak ellenségei feldúlták a falut.
1543–1557 között a Nádasdy család volt a birtokos. Temploma 1631-től a protestánsoké volt, egyházjogilag Hidegséghez tartozott. 1660-ban viszont Széplakhoz csatolták az időközben ismét katolikussá vált egyházat. Miután egy összeesküvésben való részvétele miatt Nádasdy Ferenc birtokait a királyi kincstár 1671-ben elkobozta, 1680-ban Esterházy Pál szerezte meg a falut a fertőszentmiklósi uradalommal együtt, de azonnal elzálogosította előbb Széchényi érseknek, majd 1700-ban a mariazelli bencéseknek. Esterházy Antal 1719-ben váltotta vissza az uradalmat. Hegykő Esterházy-tulajdon volt 1771-ig, ekkor ifj. Esterházy Miklós Széplak községért és a hegykői Széchényi-féle erdőért cserébe adta Hegykőt gróf Széchenyi Zsigmond özvegyének. 1711-ben pestis tizedelte meg a lakosságot. 1899-ben tűzvész pusztította el a falu nagy részét. Földesúri terhek és túlkapások is sújtották a község lakóit.

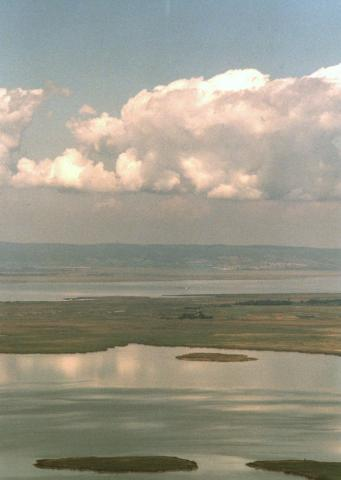
Kilátás a Fertő tóra

A hegykőiek 16-17. századi élete a fertői halászat jegyében zajlott, aminek nyomai a középkorig nyúlnak vissza. A hegykői jobbágytelkek állományához a szántóföldön és a réten kívül még halászóvíz is tartozott. A 18. században az erősebb mezőgazdálkodás visszavetette a halászatot, és a falu kezdett földművelő település jelleget ölteni. A parasztföldek tágíthatatlansága miatt beállott feszültségeket a hegykőiek irtásföldek létesítésével, kiterjedt rétgazdálkodással, szénatermeléssel enyhítették.
A falu népessége a középkorban tiszta magyar volt. A Fertőszentmiklós környékére 1533 körül betelepült horvátok Hegykőt még két évtized múltán sem érintették. A horvát beáramlás csak a 17. század közepén indult meg, és vetett ide néhány horvát családot. A 18. század közepén aztán itt is megindult bizonyos fokú németesedés, bár ez nem nemzetiségi összetétel változását jelentette, csupán azt, hogy a horvát–magyar lakosság egyre inkább a környéken használatos német nyelv elsajátítása kényszerült, ha a helyben birtokos Esterházyak tisztjeivel, alkalmazottaival meg akarta magát értetni. 1728-ban mindössze 6 német családfőt találunk itt 17 horvát és 37 magyar mellett.
A családok közül a Zámbók látszanak a legrégibb nemzetségnek, nevük 1518-ban tűnt fel. A Horváth és Szalay nemzetségek nevével 1631-ben, a Hornyák, Kertész, Kulcsár családokéval 1664-ben, a Kóczánok és Németek nevével 1677-ben találkozni először.
Az 1900-as évek elején 56 hegykői vándorolt ki Amerikába, közülük csak három család tért vissza. A régi templomot 1904-ben lebontották, az újat a soproni Schiller János tervei szerint építették fel neoromán stílusban, majd 1931-ben megmagasították a tornyát. 1925-ben megalakult a Hegykői Vegyeskar Bolla Géza vezetésével, az énekkar 1936-ban már „az ország legjobb földművelő dalárdája” volt. 1930-ban megszűnt a rövid életű téglagyár. A halászat mellett jelentős volt a nádaratás. Iparosok is éltek itt az idő tájt: szabó, cipész, asztalos, bognár, kovács.
A földosztáskor 1945-ben 764 katasztrális holdat osztottak ki 204 földigénylőnek. 1959-ben erőszakkal termelőszövetkezet alakult, melynek zöldségtermesztés és állattenyésztés volt a fő ágazata, illetve melegházban szegfűt neveltek.
A hatvanas években építették a tanácsházát, a postát, az új iskolarészt, a téeszközpontot. A hetvenes években elkészült az új élelmiszerbolt, a takarékszövetkezet és az óvoda, amelynek falán 1991-től emléktábla hirdeti: az épület Horváth József esperes plébános, a falu szülöttjének ajándéka. 1987-ben kezdték építeni a faluházat tornacsarnokkal, mozival, könyvtárral, amelyet már az önkormányzat fejezett be. 1972 után megnyílt a termálstrand. 1984-től Hegykő közigazgatásához tartozott Fertőhomok és Hidegség. 1987-ben faluház épült. 1990. november 30-án alakult meg a községi tanácsot felváltó önkormányzat.

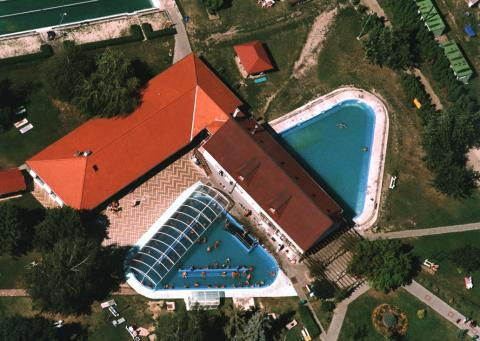
A fürdő felülnézetből

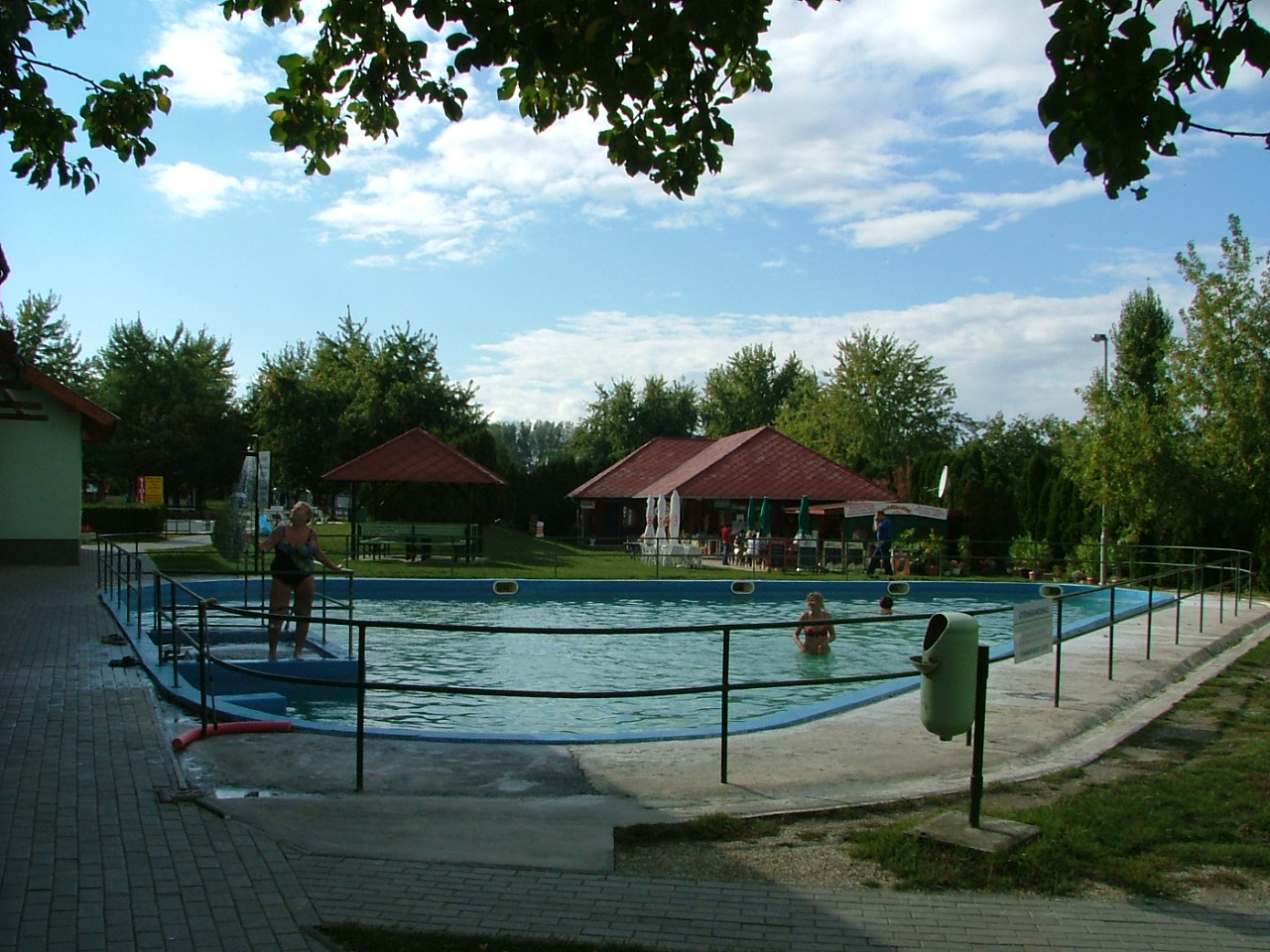
A Sá-Ra fürdő egyik medencéje

1971-ben a Konyha-dűlő 11 hektáros területén gyógyhatású termálfürdőt építettek ki. 1969-ben indították azt a fúrást, amely 1500 méteres mélységből percenként 400 liternyi, 58 °C-os alkáli-hidrogén-karbonátos vizet fakasztott. A strand négy medencés, 2500 férőhelyes. Két, egyenként 180 m² területű, háromszög alakú medencéjében a fürdőzők ülőpadokra telepedhetnek. A medencék vize 38, illetve és 32 °C-os. A 90 m²-es pancsolót 26 °C-os vízzel töltik fel. 1976-ban nyílt meg a 33,3 m x 22 m-es úszómedence, amelyben rendszeresen edzéseket és versenyeket tartanak – ennek a vize 24 °C-os. A két ülőmedence elsősorban mozgásszervi megbetegedések gyógyítására alkalmas, de a forrás gyomorbántalmak elleni ivókúrára is megfelel. A jó klíma, a tiszta levegő és a 6 hektáros területű horgásztó sok turistát vonz a faluba.
A külterület északi oldala a Fertő–Hanság Nemzeti Park része.
A település mai lakói helyben az idegenforgalomban, vállalkozásokban és a termelőszövetkezetben, valamint Sopronban találnak munkát. A lakosság egy része mezőgazdasággal foglalkozik; az ipar nem számottevő. Híres a hegykői zeller, zöldség, hagyma. A fiatalok közül sokan magánvállalkozók, a szolgáltatásban, iparban dolgoznak. A községben mezőgazdasági szövetkezet működik, amelynek fő profilja az állattenyésztés és növénytermesztés. A kárpótlás és a földrendezés eredményeként néhány mezőgazdasági magánvállalkozó a saját földjét művelve gazdálkodik.
Dinamikusan fejlődnek a kereskedelmi és vendéglátóipari szolgáltatások. A termálfürdőnek köszönhetően Hegykő üdülőfaluvá vált. Színvonalas apartmanok, panziók, kiadó szobák várják a vendégeket. Sok turistát vonz – főleg Ausztriából – a Fertő körüli kerékpárút. Egyre nő a nyaralótulajdonosok száma, akik a szép természeti környezetért és fürdőjéért keresik fel Hegykőt.
A labdarúgócsapat a megyei másodosztályban, a női kézilabda csapat (www.fkchegyko.hu) a Győr-Moson-Sopron megyei bajnokság I. osztályában játszik. A tornacsarnok 1991-ben épült, amelyet 2006-ban korszerűsítettek.
A lakosság többsége római katolikus vallású. A rendezvények közül kiemelkedik az évente májusban megrendezésre kerülő Gasztronómiai és Bornapok, júliusban a Tízforrás Fesztivál, augusztusban a Hegykői Vígasságok, október első hétfőjét megelőző vasárnap pedig a Szent Mihály-napi Búcsú, majd hétfőn az országos kirakodóvásár.
2001 óta hivatalosan is a németországi Buchholz/Westerwald partner települése. A két település a nagy földrajzi távolság (979 km) ellenére is élénk kapcsolatokat ápol egymással.

## Idegen elnevezései
Németül a település neve Heiligenstein. Horvátul három neve létezik, Hiećkának a kópházi horvátok, Hečkonnak illetve Hečkurnak a fertőhomoki horvátok hívják.

## Közélete

### Polgármesterei
- 1990–1991: Eperjes Károly (FKgP)[5]
- 1991–1994: Bellovits Pál (független)
- 1994–1998: Völgyi János (független)[6]
- 1998–2002: Völgyi János (független)[7]
- 2002–2006: Völgyi János (független)[8]
- 2006–2010: Szigethi István (független)[9]
- 2010–2014: Szigethi István (független)[10]
- 2014–2019: Szigethi István (független)[11]
- 2019–2024: Szigethi István (független)[12]
- 2024– : Szigethi István (független)[1]

## Népesség
A település népességének változása:
| Lakosok száma | 1513 | 1576 | 1588 | 1776 | 1661 | 1657 | 1654 |
|               | 2013 | 2014 | 2015 | 2021 | 2022 | 2023 | 2024 |

A 2011-es népszámlálás során a lakosok 87,6%-a magyarnak, 0,8% horvátnak, 3,8% németnek mondta magát (11,9% nem nyilatkozott; a kettős identitások miatt a végösszeg nagyobb lehet 100%-nál). A vallási megoszlás a következő volt: római katolikus 76,7%, református 1,3%, evangélikus 1%, felekezeten kívüli 3,4% (17,1% nem nyilatkozott).
2022-ben a lakosság 91,1%-a vallotta magát magyarnak, 3,7% németnek, 0,6% horvátnak, 0,3% románnak, 0,2% cigánynak, 0,2% szlováknak, 0,1-0,1% szerbnek, görögnek, örménynek, bolgárnak és ukránnak, 1,9% egyéb, nem hazai nemzetiségűnek (7,9% nem nyilatkozott; a kettős identitások miatt a végösszeg nagyobb lehet 100%-nál). Vallásuk szerint 56,9% volt római katolikus, 1,6% református, 1,4% evangélikus, 0,2% görög katolikus, 0,1% izraelita, 0,1% ortodox, 0,3% egyéb keresztény, 1% egyéb katolikus, 5,1% felekezeten kívüli (33,2% nem válaszolt).

## Nevezetességei

### Szent Mihály római katolikus plébániatemplom

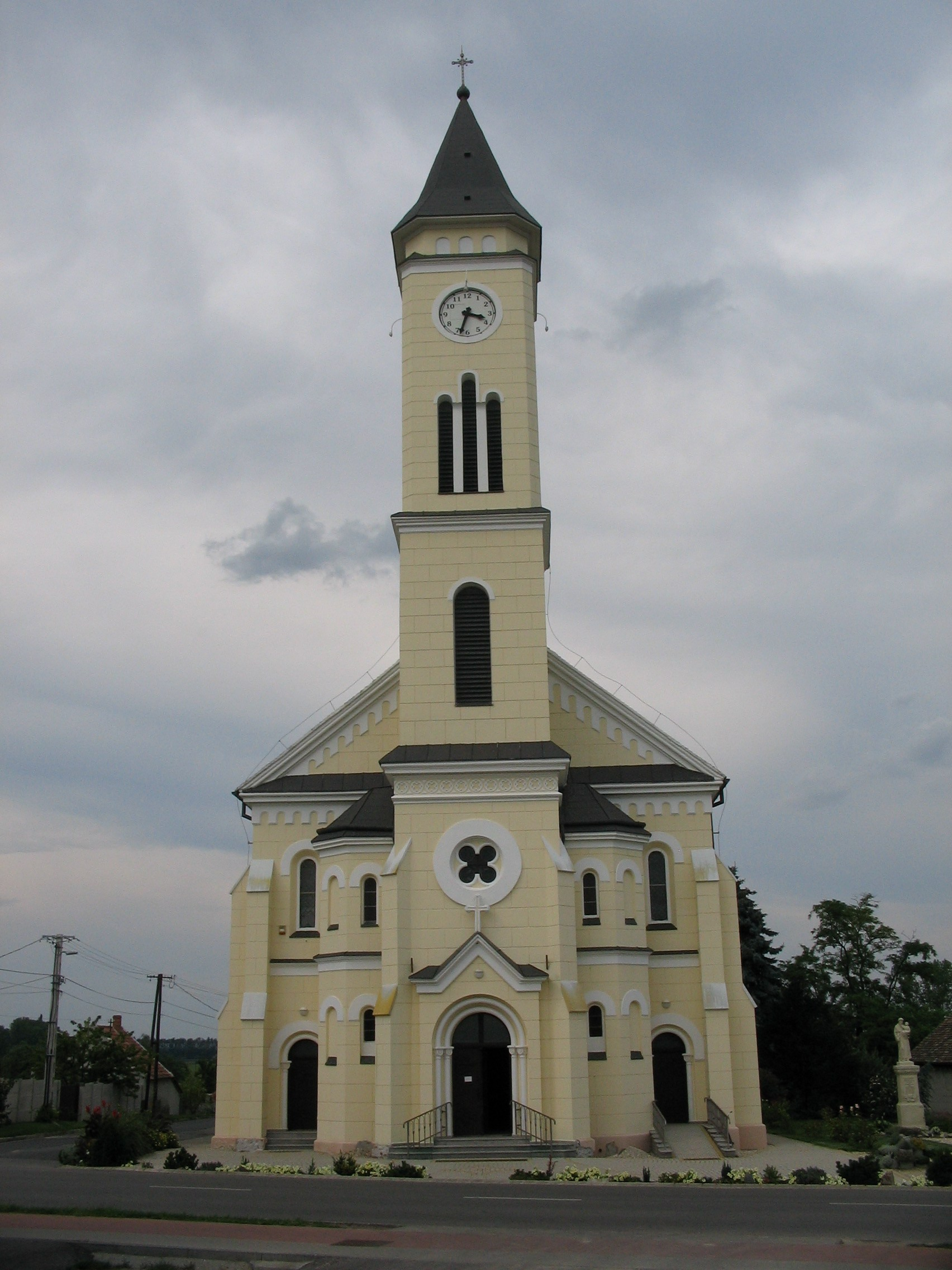
A templom

A falu temploma műemlék. A neoromán stílusú épületet 1904-ben emelték Schiller János soproni építőmester tervei alapján. Freskóit 1956-ban festette a később Rómába költözött Prokop Péter festőművész pap. Ugyanő festette a keresztút képeit (1976-ban). A festett üvegablakokat, amelyek Assisi Szent Ferencet, Assisi Szent Klárát, Árpád-házi Szent Erzsébetet és Boldog Csák Móricot ábrázolják, 1957-ben készítette Árkayné Sztéhlo Lili. A berendezés egy része a régi templomból maradt, 18. századi, népies fafaragások: Madonna, Ég Királynője és egy angyalszobor.
A templom mögötti ház a régi katolikus iskola, amit ugyancsak 1904-ben építettek a régi templom helyén.

### Pestisoszlop

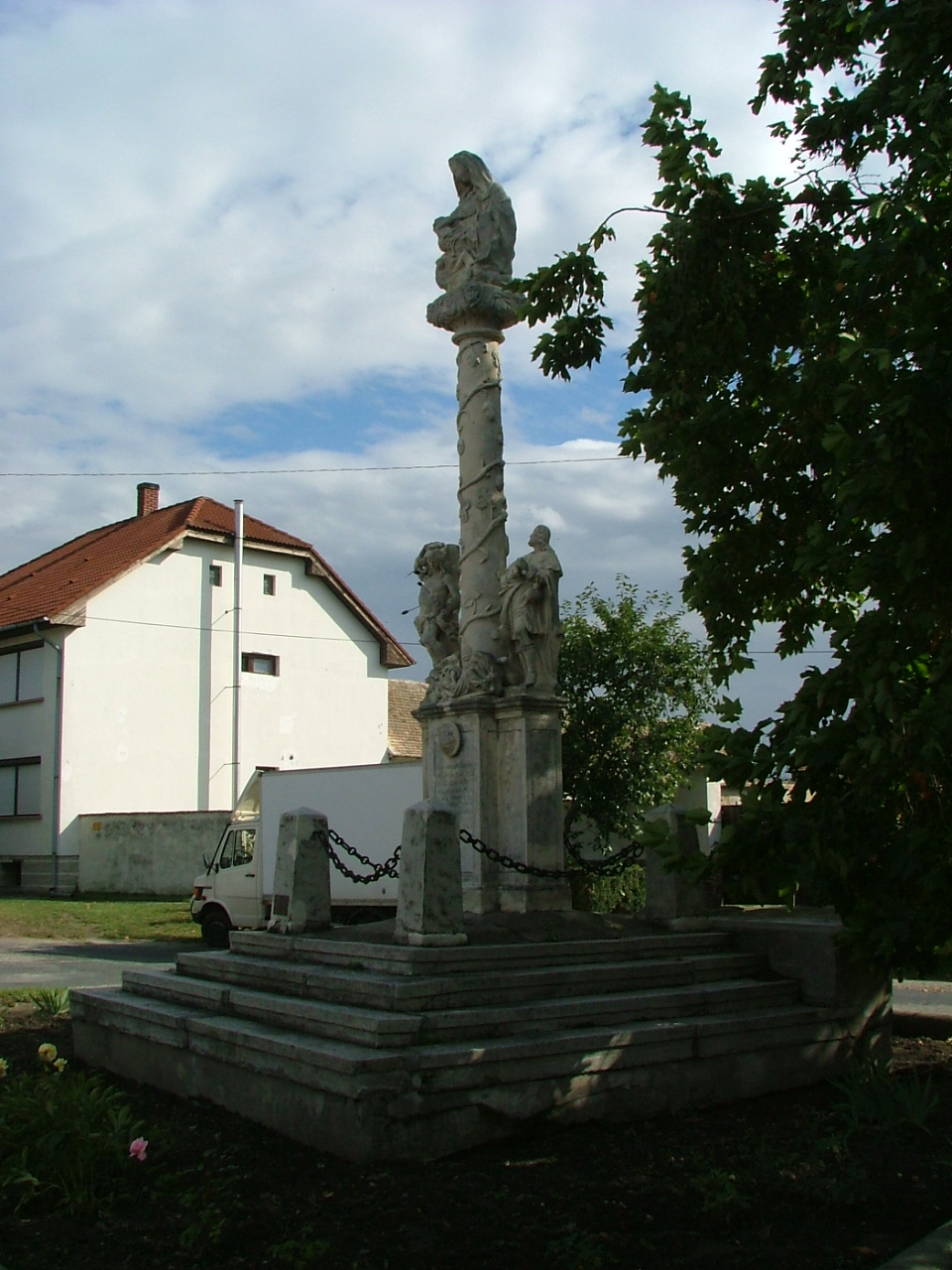
A pestisoszlop

- Az út menti szobrok közül a főtéren áll a pestisoszlop („Pestisszobor”) 1711-ből magas, szőlővel befuttatott oszlop vánkosszerű fejezetén ülő Madonnával, az oszlop lábánál fekvő Szent Rozáliával és álló Szent Sebestyénnel és Szent Rókussal. Az 1720 körül készült szobor tagolt talapzatán pillér áll, oldalain Krisztus kínvallatásának eszközei és Pieta látható, ez a Vulka völgyének 1660 körül elterjedt pillértípusa. A temetőben 1742-ben készült kereszt áll, talpazatát két csiga fogja közre, Szent Mihály alakjával, továbbá egy rokokó díszítésű kereszt és egy klasszicista sírkő.
- a Sá-Ra termálfürdő

## Ismert személyek

### Itt született
- 1916-ban Zambó János bányamérnök, az MTA tagja
- 1919-ben Zambó Pál kohómérnök, Kossuth-díjas
- 1954-ben Eperjes Károly színművész
- 1988-ban Biacsics Renáta  grafikus, illusztrátor (Renyagyár)

### Itt élt
- Élete utolsó éveit itt töltötte Pankotai Gábor (1914−1997) erdőmérnök, egyetemi tanár